# Lennart Ahlstrand
Lennart Ahlstrand, född 20 mars 1925 i Frösve, Skövde, död 7 mars 2019 i Karlstad, var en svensk målare, tecknare, grafiker, författare och filosofie doktor (växtembryologi).
Som konstnär arbetade han med måleri, teckning och grafik. Ahlstrand ställde ut tillsammans med Värmlands konstförening på Värmlands museum och vid ett flertal gånger i Konstrundan Karlstad med omnejd. 